# 富永皓
富永 皓（とみなが ひろし、1935年 - ）は、日本の和裁職人。現代の名工。江東区指定無形文化財（工芸技術）保持者。大相撲の呼出が身に着ける裁着袴（たっつけばかま）の製作を手掛け、呼出の裁着袴はすべて富永の手によるものである。

## 経歴・人物
1935年（昭和10年）東京都江東区深川で和裁職人の家に生まれる。24歳で父につき和裁を習得した。第44代横綱の栃錦の着物を仕立てていたこともあったという。1950年頃（昭和35年頃）呼出寛吉から呉服店を通して裁着袴の製作を依頼され、父が型紙を製作、数年後から裁着袴の製作にかかわるようになった。
すべて手縫いで裁着袴を製作しているのは富永だけである。
1996年3月22日 「相撲呼出し裁着袴製作」が江東区登録無形文化財、2013年4月3日 江東区指定文化財となった。
2006年11月に栽着袴に関する技能に卓越しているとして現代の名工の表彰を厚生労働省から受けた。
大相撲呼出の裁着袴製作を一手に引き受ける一方で技術伝承にも尽力し、一般社団法人全国和裁着装団体連合会の和裁講習会での講師、中村稠之和裁技能者一門会の代表者となり産業スクーリング事業への参加、深川江戸資料館でたびたび実演を行うなど技術の披露普及に携わっている。

## 相撲呼出し裁着袴製作の特徴

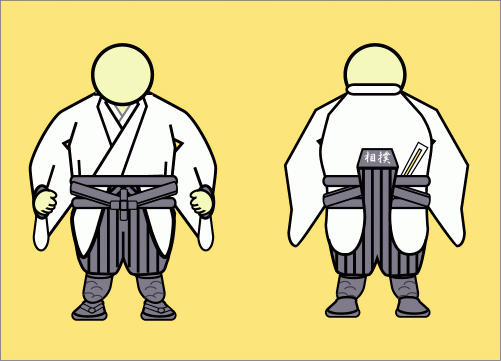
裁着袴（腰板の「相撲」の文字に代わり四股名が刺繍してある）

裁着袴は足首からふくらはぎにかけて細く仕立てられた袴で、「タチツケ」と呼ばれる山袴の一種。裁付袴、立付袴とも表記されるが、日本相撲協会では裁着袴の表記を用いる。膝下に縫い付けられた紐で縛り、ふくらはぎから足首までを地下足袋のように小鉤で留める。
製作においての特徴は、和裁は一般に型紙を使わないものであるが、型紙を用いて生地を裁断する。使用者の体型に合わせ寸法をノートに記録し、一枚ずつ製作されており、特にふくらはぎから足首にかけての寸法は製作上の要であるという。生地を足の指に挟み込み、あぐらをかいて生地を引っ張りながら針を進める。一枚を完成させるのに3日を要する。
力士が横綱、大関に昇進すると、四股名の刺繍を施した腰板で裁着袴を製作し、呼出全員に力士が寄贈するのが習わしとなっている。そのため昇進力士が出ると家業を継ぐ次女とともに「家族総出で大忙し」となる。